# The Dull Flame of Desire
«The Dull Flame of Desire» es una canción grabada por la cantante islandesa Björk junto con la cantante Anohni (anteriormente Anthony Hegarty) de la banda Antony and the Johnsons. La canción fue lanzada como el quinto sencillo de su sexto álbum de estudio, Volta, el 29 de septiembre. Björk ha interpretado 12 veces la canción en su gira mundial, a menudo con Anthony en el escenario. La letra de la canción es una traducción al inglés de un poema Ruso de Fyodor Tyutchev. Su duración es de 7 minutos con 30 segundos, lo que la hace la canción más extensa de Volta.

## Sencillo
La edición limitada "multiformato" consiste en una caja recopilatoria con un sticker adhesivo sellado fuera de la caja de colores que contiene dos vinilos 12", un CD y un DVD en compactos de papel de colores. El lanzamiento incluye dos nuevos remixes de Modeselektor de "The Dull Flame of Desire" y un nuevo remix de su anterior sencillo "Innocence" hecho por Sinden. Los mixes de Mark Stent se refieren a las versiones instrumentales del álbum.

### Vinilo de 12 pulgagas
1. "Dull Flame Of Desire" (Modeselektor’s Rmx For Girls)
2. "Dull Flame Of Desire" (Modeselektor’s Rmx For Boys)

1. "Innocence" (Sinden Remix)
2. "Dull Flame Of Desire" (Mark Stent Album Mix)

### CD
1. "Dull Flame Of Desire" (Modeselektor’s Rmx For Girls)
2. "Dull Flame Of Desire" (Modeselektor’s Rmx For Boys)
3. "Dull Flame Of Desire" (Mark Stent Album Mix)
4. "Dull Flame Of Desire" (Video / Radio Edit)
5. "Dull Flame Of Desire" (Mark Stent Instrumental)
6. "Innocence" (Sinden Remix)

### DVD
1. "Dull Flame of Desire" (Music video)

## Vídeo musical
En el sitio oficial de Antony and the Johnsons se publicó una noticia en la que decía que Björk y  Anthony habían grabado el vídeo para "The Dull Flame of Desire". Esto fue posteriormente eliminado del sitio web. Algunos meses después, Björk reveló en una entrevista que ella y Anthony se habían grabado a sí mismos cantando la canción detrás de una pantalla verde en Nueva York, y que ella envió la grabación a tres directores quienes habían participado en el concurso de su anterior sencillo "Innocence". Según palabras de Björk: 

"Cuando hicimos la competencia para "Innocence", en donde todos los fans enviaron videos, recibimos cerca de 400. Hubo unos que eran increíbles, hechos por artistas visuales muy talentosos que tal vez nunca hicieron algo así anteriormente, sólo que sus trabajos no encajaban con el tema de "Innocence". Así que los contacté y pregunté si es que trabajarían juntos para "Dull Flame of Desire". En esa canción, repetimos los mismos versos una y otra vez. Así que pensé que sería interesante presentar un verso interpretado por un director, el segundo por otro director, y el tercero por otro. Nunca he hecho algo así, y parece bastante emocionante.

Grabamos nuestra parte enfrente de una pantalla verde, y la enviamos por e-mail a los directores, uno en Japón, otro en España y uno en Francia. Están colaborando via email. No sé cuanto tiempo tomará. Pero estaba siendo presionada por mi disquera (para hacer videos) para las canciones más "movidas", pero tengo un gran amor por "Dull Flame of Desire", ya que fue muy especial sentimentalmente especialmente por haberla hecho con Antony. Pensé que esta sería una buena idea de hacerlo."

El video fue lanzado el 15 de septiembre a través del canal oficial de Björk.com en YouTube.com. Dicho video comienza con la aparición de unas estrellas que llegado un momento se organizan en una constelación formando los rostros de Bjork y Anthony, seguido aparecen según turno, ambos intérpretes a modo de fotocopia, asemejándose con algunas obras de warhol aunque ambas partes (primera y segunda) están en blanco y negro. Finalmente, aparecen los rostros de ambos artistas en movimiento hasta llegado un punto en se transforma el uno en el otro y viceversa, las imágenes faciales hay momentos en que chocan y se congelan. Es un video sencillo pero que encaja todas sus partes de forma correcta (pese a estar cada parte dirigida por un director distinto) y se adecúa igualmente bien con el tema.